# Пугаев, Степан Александрович
Степан Александрович Пуга́ев (1 октября 1910 — 28 декабря 1944) — командир отделения 42-го стрелкового полка (180-я стрелковая дивизия, 38-я армия, Воронежский фронт), старший сержант, Герой Советского Союза.

## Биография
Пугаев Степан Александрович родился 1 октября 1910 года на железнодорожной станции Юрюзань в семье рабочего. Окончил 7 классов школы. Работал стрелочником, затем дежурным по станции на железнодорожной станции Тирлян.
Призван Белорецким райвоенкоматом в армию и служил с 1932 по 1936 годы. В действующей армии на фронте с августа 1941 года. К лету 1942 году имел на своём счету около 350 уничтоженных гитлеровцев.
В 1944 году Степан Александрович окончил курсы младших лейтенантов, стал офицером и вернулся на фронт.
В одном из боёв, 28 декабря 1944 года, Пугаев погиб. Похоронен в населённом пункте Фелединце (Словакия).

## Подвиг
«Командир отделения стрелкового полка старший сержант Степан Пугаев 27 сентября 1943 года в числе первых переправился через реку Днепр у села Новые Петровцы Вышгородского района Киевской области Украины.
В бою отважный воин уничтожил две пулемётные точки противника, и тем самым обеспечил своей роте успешное продвижение вперёд».
Указом Президиума Верховного Совета СССР от 29 октября 1943 года за образцовое выполнение боевых заданий командования и проявленные при этом геройство и мужество старшему сержанту Пугаеву Степану Александровичу присвоено звание Героя Советского Союза с вручением ордена Ленина и медали «Золотая Звезда» (№ 1776).

## Награды
- Медаль «Золотая Звезда» Героя Советского Союза (29.10.1943)[2];
- Орден Ленина (29.10.1943);
- Медаль «За боевые заслуги» (29.09.1943).[3]

## Память
- В городе Белорецке на Аллее Героев установлен бюст.
- Именем С. А. Пугаева названы улицы в городе Белорецке и посёлках Тирлян (микрорайон Шанхая) и Тукан.